# 田村幸雄 (工学者)
田村 幸雄（たむら ゆきお、1946年 - ）は、日本の工学者。専門は建築構造、耐風工学。工学博士。重慶大学教授、北京交通大学教授、東京工芸大学名誉教授。中国工程院・外籍院士に選出され、中華人民共和国・国家友誼奨、日本建築学会賞（論文）などの受賞歴を持つ。

## 略歴
福岡県立修猷館高等学校を経て、1971年に早稲田大学修士課程を修了して以来、一貫して風工学分野の教育研究に従事し、幕張メッセ、東京スカイツリーなど大スパン構造物や超高層建築物の耐風設計法の発展とその実践に尽力してきた。日本風工学会・会長（2期4年）、国際風工学会IAWE・会長（2期8年）、日本学術会議・連携会員など学術分野での活動の他、国連・国際防災戦略UNISDR傘下の「風関連災害軽減国際グループIG-WRDRR」議長を務め、バングラデシュ等途上国での防災活動にも貢献してきた。また、風工学国際アドバンストスクールIAS等を創設し、世界各国での風工学分野での人材育成に努めるとともに、風工学関連の国際会議を数多く主催し、グローバルな研究交流、技術の普及進展に努めてきた。東京工芸大学COEプログラム『都市建築物へのウインドイフェクト』（2003年 - 2008年）、グローバルCOEプログラム『風工学教育研究のニューフロンティア』（2008年 - 2013年）では、拠点リーダーとして事業を推進した。社会的活動も積極的に行い、例えば「気象庁・竜巻等突風の強さの評定に関する検討会」会長として、『日本版改良藤田スケール』の策定と運用開始（2016年）にも貢献した。
日本建築学会・論文賞（1993年）、米国ASCE・Jack E. Cermakメダル（2004年）、日本風工学会・デザイン賞（東京スカイツリー、2015年）、米国ASCE・Robert H. Scanlanメダル（2016年）、国際風工学会IAWE・Alan G. Davenportメダル（2016年）、日本風工学会JAWE・功績賞（2016年）、中国・国家友誼奨（Chinese Government Friendship Award）（2017年）などの受賞、およびインド工学アカデミー・海外フェロー（2013年）、インド風工学会・海外特別フェロー（2013年）、中国国家特聘専家（2014年）等々の栄誉を受けている。2017年末に米マイクロソフト創設者ビル・ゲイツ，米ＭＩＴ学長ラファエル・リーフ，英王立工学アカデミー会長アン・ドウリングら世界の科学技術に貢献した18名のひとりとして，中国工程院外籍院士に選出された。（日本では藤島昭、大村智、小泉英明、天野浩が選出）
現在、東京工芸大学・風工学共同研究拠点・名誉センター長兼プログラムコーディネータを務めるとともに、中国・重慶大学の専任教授、中国・北京交通大学の風工学都市環境研究所シニアアドバイザを務めている。また、米国、ポーランド、中国、マレーシアの19大学で栄誉教授、客員教授等を兼任するなど、風工学の教育、研究活動に活発に従事している。

## 現職
- 中国・重慶大学・建設工学科 教授（2017年 - ）
- 東京工芸大学・風工学研究拠点 プログラムコーディネータ、名誉センター長、名誉教授（2015年 - ）
- 中国・北京交通大学・風工学都市環境研究所 シニアアドバイザ、教授（2014年 - ）

## 兼任大学等
- 中国・中南大学 栄誉教授（2018年 - ）
- 中国・蘭州理工大学 客員教授（2018年 - ）
- 中国・済南大学 栄誉客員教授（2017年 - ）
- 中国・華南理工大学 客員教授（2017年 - ）
- 中国・重慶大学 客員教授（2016年 - 2017年）
- 中国・汕頭大学 栄誉教授（2015年 - ）
- マレーシア・マレーシア大学パハン校 客員教授（2014年 - ）
- 中国・南京航空航天大学 客員教授（2003年 - 2013年）、栄誉教授（2013年 - ）
- 中国・上海師範大学 栄誉教授（2013年 - ）
- 中国・西南交通大学 栄誉教授（2011年 - ）
- 中国・黄石理工大学 兼任教授（2011年 - ）
- 中国・北京交通大学 栄誉教授（2011年 - ）
- 米国・ノートルダム大学 客員Melchor教授（2002年）、兼任教授（2010年 - ）
- 日本・建築研究所 客員研究員（2010年 - ）
- 中国・長安大学 客員教授（2010年 - 2013年）
- 中国・石家荘鉄道大学 客員教授（2009年 - ）
- 中国・浙江大学 客員教授（2008年 - ）
- 中国・深圳大学 客員教授（2006年 - ）
- 中国・CCDI悉地国際 シニアアドバイザ（2006年 - ）
- 中国・哈爾浜工業大学 客員教授、博士指導教授（2006年 - ）
- 中国・同済大学 顧問教授（2004年 - ）
- 中国・華中科技大学 客員教授（2000年 - 2002年）
- ポーランド・オポレ工科大学 客員教授（1998年 - ）

## 過去の職歴
- 韓国・ソウル国立大学・特別教授 (2020～2022)
- 中国・重慶大学・客員教授 (2016～2017)
- 東京工芸大学・工学部建築学科 客員教授（2013年 - 2015年）、情報処理教育研究センター長（2001年 - 2005年）、建築学科主任（1999年 - 2000年）、教授（1989年 - 2013年）、助教授（1985年 - 1989年）、講師（1983年 - 1985年）
- 中国・長安大学・客員教授 (2010-2013)
- 東京工芸大学・グローバルCOE “風工学教育研究のニューフロンティア”拠点リーダー（2008年 - 2013年）
- 東京工芸大学・21世紀COE “都市建築物へのウインドイフェクト”拠点リーダー（2003年 - 2008年）
- 中国・華中科技大学・客員教授 (2000-2002)
- 関東学院大学・建築学科 非常勤講師（1979年 - 1983年）
- (株)MUSA研究所 構造設計員（1977年 - 1983年）
- 早稲田大学専門学校・建築学科 非常勤講師（1973年 - 1990年）

## 学歴／資格等
- 構造計算適合判定資格者（国土交通省・登録番号13000349）(2016)
- 工学博士（早稲田大学、1981年）
- 一級建築士（建設省、1973年）
- 工学修士（早稲田大学、1971年）
- 工学士（早稲田大学、1969年）

## 受賞歴等
- 国際人工知能工業協会 (AIIA) ・フェロー (2024)
- 中華人民共和国・国家科学技術進歩奨、高層建築風応答解析理論と抑制技術の開発と応用(2024)
- 気象庁・長官表彰・竜巻等突風調査業務改善と発展（2024）
- 重慶政府・国際科学技術合作賞（2024）
- 国際工学技術協会IETI Distinguishedフェロー（2020）
- 日本建築学会・終身会員（2020）
- 日本建築構造技術者協会・名誉会員（2019）
- 稲門建築会 特別功労賞（2018年）
- 日本風工学会 名誉会員（2018年）
- 中国工程院 外籍院士（2017年）
- 中華人民共和国 国家友誼奨（2017年）
- 国際風工学会IAWE Alan G. Davenportメダル（2016年）
- 日本風工学会 功績賞（2016年）
- 米国土木学会 ASCE・Robert H. Scanlanメダル（2016年）
- 日本風工学会 デザイン賞：東京スカイツリーの耐風設計（2015年）
- 中国 国家特聘専家（2014年）
- 日本風工学会 出版賞：Advanced Structural Wind Engineering, Springer（2014年）
- インド風工学会ISWE 名誉フェロー（2013年）
- インド工学アカデミーINAE 海外フェロー（2013年）
- 東京工芸大学 特別功労賞（2008年）
- 米国土木学会ASCE Jack E. Cermakメダル（2004年）
- 日本風工学会賞 論文賞（1994年）
- 日本建築学会賞 論文（1993年）
- 早稲田大学理工学部建築学科 内藤賞（1969年）

## 社会貢献
- 日本建築センター・超高層・免震等建築物構造評定／審査委員会・委員 (2018 - 現在)
- 気象庁・竜巻等突風の強さの評定に関する検討会・会長 (2013 - 2024) <日本版藤田スケール策定2015>
- 気象庁・竜巻等突風予測情報改善検討会・委員（2012）
- 日本工学アカデミー 会員（2011 - 現在）
- 国連防災戦略UNISDR・風関連災害低減国際グループIG-WRDRR・名誉議長 (議長2009 - 2019)
- 国際風工学会IAWE 会長（2007 - 2015）
- 世界風力エネルギー学会WWEA 理事（2007 - 2015）
- 日本学術会議 連携会員（2006 - 2017）
- 日本風工学会 会長（2004 - 2008）
- ISO10137 Bases for design of structures - Serviceability of buildings and walkways against vibrations策定エクスパート委員（2002 - 2007）
- ISO4354 Wind actions on structures 策定エクスパート委員（2001 - 2009）
- 日本建築センター・鋼構造評定委員会 委員（1989 - 現在）
- 米国土木学会ASCE、日本建築学会など国内外学会の委員会委員（多数）
- 各種国際ジャーナル等の編集委員（多数）
- 各種国際会議等の組織委員等（多数）
- 各国科研費等の評価委員
- 国内外研究機関／大学等の外部評価委員、以下を含む
  - 上海交通大学 外部評価委員（2012）
  - 東京大学・建築学専攻 外部評価委員（2011 - 2012）
  - 上海交通大学・造船海洋建設工学専攻 国際外部評価委員（2011）
- 国内外大学博士論文・外部審査員（多数）

## 耐風設計等の指導・監修
- 中国深圳115-story Ping’An Finance Center（600m、2016）
- 東京スカイツリー（634m、2012）
- 幕張メッセ北ホール（1997）

他、約20件の指導・監修